# ترانه‌شناسی انریکه ایگلسیاس
انریکه میگل ایگلسیاس پریسلر (به اسپانیایی: Enrique Miguel Iglesias Preysler) (زاده ۸ می ۱۹۷۵)، خواننده، ترانه‌سرا، بازیگر و تهیه‌کنندهٔ اسپانیایی است. او پسرخولیو ایگلسیاس خواننده و ترانه‌سرای بین‌المللی است. او با لقب «سلطان موسیقی پاپ لاتین» شناخته می‌شود. انریکه تا کنون ۱۰ آلبوم استودیویی منتشر کرده‌ و جزو پرطرفدار‌ترین خواننده‌ها در سرتاسر جهان است.

## آلبوم‌های استودیویی

### انریکه ایگلسیاس ۱۹۹۵
| نام ترانه             | ترانه‌سرا                       | ترجمه                                      | مدت   |
| --------------------- | ------------------------------ | ------------------------------------------ | ----- |
| No Llores Por Mí      | انریکه ایگلسیاس، روبرتو مورالس | Do Not Cry for Me(برای من گریه نکن)        | ۰۴:۱۱ |
| Trapecista            | رافائل پرز بوتیخا              | Trapeze Artist(بندباز)                     | ۰۴:۲۷ |
| Por Amarte            | انریکه ایگلسیاس، روبرتو مورالس | By Love(برای دوست داشتن تو)                | ۰۴:۰۰ |
| Si Tú Te Vas          | انریکه ایگلسیاس، روبرتو مورالس | If You Go(اگه ترکم کنی)                    | ۰۴:۰۲ |
| Si Juras Regresar     | رافائل پرز بوتیخا              | If You Swear to Return(اگه قول بدی برگردی) | ۰۴:۲۴ |
| Experiencia Religiosa | چین گارسیا آلونسو              | Religious Experience(تجربه روحانی)         | ۰۵:۳۲ |
| Falta Tanto Amor      | انریکه ایگلسیاس، روبرتو مورالس | Lacking Too Much Love(عشقِ از دست رفته)     | ۰۳:۵۶ |
| Inalcanzable          | انریکه ایگلسیاس، روبرتو مورالس | Unattainable(دست نیافتنی)                  | ۰۳:۳۵ |
| Muñeca Cruel          | رافائل پرز بوتیخا              | Cruel Girl(عروسک بی رحم)                   | ۰۴:۱۸ |
| Invéntame             | مارکو آنتونیو سولیس            | Lie To Me(تظاهر)                           | ۰۳:۴۹ |

### زندگی ۱۹۹۷
| نام ترانه                 | ترانه‌سرا                           | ترجمه                                        | مدت   |
| ------------------------- | ---------------------------------- | -------------------------------------------- | ----- |
| Enamorado por primera vez | انریکه ایگلسیاس                    | In Love For First Time(عشق اول)              | ۰۴:۳۱ |
| Al Despertar              | انریکه ایگلسیاس، روبرتو مورالس     | Upon Awakening(بیدار)                        | ۰۴:۱۸ |
| Lluvia Cae                | انریکه ایگلسیاس، رافائل پرز بوتیخا | Rainfall(بارش باران)                         | ۰۴:۳۸ |
| Tu Vacío                  | رافائل پرز بوتیخا                  | Your Emptiness(تهی)                          | ۰۳:۵۸ |
| Sólo En Ti                | وینس کلارک، انریکه ایگلسیاس        | Only You(فقط تو)                             | ۰۳:۳۴ |
| Miente                    | رافائل پرز بوتیخا                  | Lie(دروغ)                                    | ۰۳:۴۱ |
| Viviré Y Moriré           | انریکه ایگلسیاس                    | I'll Live And I'll Die(زندگی می‌کنم و می‌میرم) | ۰۴:۰۷ |
| Volveré                   | انریکه ایگلسیاس، روبرتو مورالس     | I'll Return(برمی گردم)                       | ۰۴:۴۷ |
| El Muro                   | رافائل پرز بوتیخا                  | The Wall(دیوار)                              | ۰۴:۱۹ |
| Revolución                | چین گارسیا آلونسو                  | Revolution(انقلاب)                           | ۰۳:۵۸ |

### چیزهایی از عشق ۱۹۹۸
| نام ترانه         | ترانه‌سرا                           | ترجمه                                          | مدت   |
| ----------------- | ---------------------------------- | ---------------------------------------------- | ----- |
| Nunca Te Olvidaré | انریکه ایگلسیاس                    | I'll Never Forget You(هرگز فراموشت نخواهم کرد) | ۰۴:۲۴ |
| Cosas Del Amor    | رافائل پرز بوتیخا                  | Regarding Love(چیزهایی از عشق)                 | ۰۴:۲۷ |
| Esperanza         | انریکه ایگلسیاس، چین گارسیا آلونسو | Esperanza(اسپرانزا)                            | ۰۳:۰۹ |
| Desnudo           | رافائل پرز بوتیخا                  | Naked(برهنه)                                   | ۰۵:۳۷ |
| Contigo           | انریکه ایگلسیاس                    | With You(با تو)                                | ۰۵:۱۶ |
| Alguien Como Tú   | انریکه ایگلسیاس                    | Someone Like You(یکی مثل تو)                   | ۰۴:۴۸ |
| Sirena            | رافائل پرز بوتیخا                  | Mermaid(پری دریایی)                            | ۰۴:۵۷ |
| Para De Jugar     | انریکه ایگلسیاس                    | For play(برای بازی)                            | ۰۵:۰۱ |
| Dicen Por Ahí     | ماریو مورتینلی، انریکه ایگلسیاس    | Rumour Has It(اینا همش شایعه س)                | ۰۳:۴۸ |
| Ruleta Rusa       | رافائل پرز بوتیخا                  | Russian Roulette(قمار روسی)                    | ۰۴:۱۵ |

### انریکه ۱۹۹۹
| نام ترانه                                                | ترانه‌سرا                                           | ترجمه                                        | مدت   |
| -------------------------------------------------------- | -------------------------------------------------- | -------------------------------------------- | ----- |
| Rhythm Divine                                            | پل باری، مارک تیلور                                | ریتم الهی                                    | ۰۳:۲۹ |
| Be With You                                              | انریکه ایگلسیاس، پل باری، مارک تیلور               | با تو بودن                                   | ۰۳:۴۰ |
| I Have Always Loved You                                  | ریک نووِلز، بیلی استینبرگ، مری کلر دوبالدو          | همیشه عاشقت بوده‌ام                           | ۰۴:۲۴ |
| Sad Eyes                                                 | بروس اسپرینگستین                                   | چشمان نگران                                  | ۰۴:۰۸ |
| I'm Your Man                                             | انریکه ایگلسیاس، پاتریک لئونارد                    | من مرد توأم                                  | ۰۴:۴۳ |
| Óyeme                                                    | ریک نووِلز، بیلی استینبرگ                           | Listen(گوش بده)                              | ۰۴:۲۲ |
| Could I Have This Kiss Forever?(به همراهی: ویتنی هوستون) | دایان وارن                                         | ممکنه این بوسه را داشته باشم؟                | ۰۴:۲۱ |
| You're My #1                                             | انریکه ایگلسیاس، لستر مندز                         | تو برای من اولویت داری                       | ۰۴:۲۹ |
| Alabao                                                   | انریکه ایگلسیاس، چین گارسیا آلونسو، رت لارنز       | آلابائو (لغتی به معنای آه ای خدای من)        | ۰۴:۰۰ |
| Bailamos!                                                | پل باری، مارک تیلور                                | بایلاموس (به زبان اسپانیایی یعنی بیا برقصیم) | ۰۳:۳۴ |
| Ritmo Total (Rhythm Divine)                              | پل باری، مارک تیلور، رافائل پرز بوتیخا             | ریتم کامل                                    | ۰۳:۲۹ |
| Más Es Amar (Sad Eyes)                                   | بروس اسپرینگستین، رافائل پرز بوتیخا                | بیشتر از عشق (بیشتر را عشق است)              | ۰۴:۱۴ |
| No Puedo Más Sin Ti (I'm Your Man)                       | انریکه ایگلسیاس، پاتریک لئونارد، رافائل پرز بوتیخا | بی تو نمی تونم                               | ۰۴:۴۷ |

### گریز ۲۰۰۱
| نام ترانه                 | ترانه‌سرا                                                               | ترجمه                        | مدت   |
| ------------------------- | ---------------------------------------------------------------------- | ---------------------------- | ----- |
| Escape                    | انریکه ایگلسیاس، استیو مورالس، کارا دیو گاردی، دیوید سیگل              | فرار                         | ۰۳:۲۸ |
| Don't Turn Off The Lights | انریکه ایگلسیاس، استیو مورالس، کارا دیو گاردی، دیوید سیگل              | چراغها رو خاموش نکن          | ۰۳:۴۷ |
| Love To See You Cry       | انریکه ایگلسیاس، پل باری، استیو تورچ، مارک تیلور                       | دلم می خواد گریه تو ببینم    | ۰۴:۰۷ |
| Hero                      | انریکه ایگلسیاس، پل باری، مارک تیلور، دیوید پریس                       | قهرمان                       | ۰۴:۲۴ |
| I Will Survive            | انریکه ایگلسیاس، استیو مورالس، کارا دیو گاردی، دیوید سیگل، آرون فیشبین | نجات خواهم یافت              | ۰۳:۴۳ |
| Love 4 Fun                | انریکه ایگلسیاس، استیو مورالس، کارا دیو گاردی، دیوید سیگل، آرون فیشبین | عشق به عنوان سرگرمی          | ۰۳:۱۵ |
| Maybe                     | انریکه ایگلسیاس، استیو مورالس، کارا دیو گاردی، دیوید سیگل              | شاید                         | ۰۳:۱۴ |
| One Night Stand           | انریکه ایگلسیاس، پل باری، مارک تیلور                                   | یک شب بمان!                  | ۰۴:۱۱ |
| She Be The One            | انریکه ایگلسیاس، پل باری، مارک تیلور                                   | اون دختره با بقیه فرق می کنه | ۰۳:۳۶ |
| If The World Crashes Down | انریکه ایگلسیاس، لستر مندز                                             | اگه زمین سقوط کنه            | ۰۴:۴۵ |

### Quizas 2002
| نام ترانه            | ترانه‌سرا                                      | ترجمه                                    | مدت   |
| -------------------- | --------------------------------------------- | ---------------------------------------- | ----- |
| Tres Palabras        | خرادو کاچورو لوپز، ساندرا بایلاک، سباستین شون | Three Words(سه حرف)                      | ۰۴:۲۳ |
| Para Qué La Vida     | چین گارسیا آلونسو، لستر مندز، انریکه ایگلسیاس | Why Life?(زندگی برای چه؟)                | ۰۴:۰۶ |
| La Chica de Ayer     | آنتونیو وگا                                   | The Girl Of Yesterday(دختر دیروزی)       | ۰۳:۵۸ |
| Mentiroso            | چین گارسیا آلونسو، انریکه ایگلسیاس            | Liar(دروغگو)                             | ۰۳:۵۸ |
| Quizás               | لستر مندز، انریکه ایگلسیاس                    | perhaps(شاید)                            | ۰۴:۱۲ |
| Pienso En Ti         | رافائل پرز بوتیخا، انریکه ایگلسیاس            | I think About You(به تو فکر می‌کنم)       | ۰۴:۱۹ |
| Marta                | رافائل پرز بوتیخا، انریکه ایگلسیاس            | kill(بکش)                                | ۰۴:۲۳ |
| Suéltame las Riendas | چین گارسیا آلونسو، انریکه ایگلسیاس            | Release the Reins to me(همه به فرمان من) | ۰۳:۵۵ |
| Mamacita             | چین گارسیا آلونسو، لستر مندز، انریکه ایگلسیاس | Mommy(خوشگل مامانی)                      | ۰۴:۵۲ |
| Mentiroso            | چین گارسیا آلونسو، انریکه ایگلسیاس            | دروغگو (ورژن ماریاچی)                    | ۰۳:۵۴ |

### هفت ۲۰۰۳
| نام ترانه                    | ترانه‌سرا                                                                         | ترجمه               | مدت   |
| ---------------------------- | -------------------------------------------------------------------------------- | ------------------- | ----- |
| Not in Love                  | انریکه ایگلسیاس، پل باری، مارک تیلور، فرناندو گاریبی، شپرد سولمون، ویکتوریا هورن | (من) عاشق نیستم     | ۰۳:۴۲ |
| The Way You Touch Me         | انریکه ایگلسیاس، الکس آندر، راب دویس                                             | نوازشم کن این‌طوری   | ۰۳:۵۱ |
| Say It                       | انریکه ایگلسیاس، الکس آندر، راب دویس                                             | بگو                 | ۰۴:۲۱ |
| California Callin'           | انریکه ایگلسیاس، پل باری، مارک تیلور                                             | تماسی از کالیفرنیا  | ۰۳:۴۹ |
| Addicted                     | انریکه ایگلسیاس، پل باری، مارک تیلور                                             | معتاد               | ۰۵:۰۰ |
| Break Me Shake Me            | انریکه ایگلسیاس، الکس آندر، راب دویس                                             | منو خرد کن و بلرزون | ۰۳:۳۹ |
| Free                         | انریکه ایگلسیاس، پل باری                                                         | آزاد                | ۰۳:۳۵ |
| Be Yourself                  | انریکه ایگلسیاس، پل باری                                                         | خودت باش            | ۰۴:۳۸ |
| Wish You Were Here (With Me) | انریکه ایگلسیاس، پل باری، مارک تیلور                                             | کاش با من بمانی     | ۰۴:۱۵ |
| You Rock Me                  | انریکه ایگلسیاس، پل باری، مارک تیلور                                             | بغلطانم!            | ۰۳:۴۵ |
| Roamer                       | انریکه ایگلسیاس، تونی برنو، کارا دیوگاری                                         | ولگرد               | ۰۳:۵۴ |
| Live It Up Tonight           | انریکه ایگلسیاس، الکس آندر، راب دویس                                             | امشبو خوش باش       | ۰۴:۱۱ |

### بی خوابی ۲۰۰۷
| نام ترانه                        | ترانه‌سرا                                         | ترجمه                    | مدت   |
| -------------------------------- | ------------------------------------------------ | ------------------------ | ----- |
| Ring My Bells                    | انریکه ایگلسیاس، کریستین لاندین، ساوان کوتچا     | زنگ‌هایم را به صدا درآور! | ۰۳:۵۵ |
| Push(به همراهی: لیل وین)         | انریکه ایگلسیاس، استیو مورالس، آدونیس، لیل وین   | هل بده!                  | ۰۳:۵۲ |
| Do You Know? (The Ping Pong Song | شان گارت، برایان کید، انریکه ایگلسیاس            | میدونی؟                  | ۰۳:۳۸ |
| Somebody's Me                    | انریکه ایگلسیاس، جان شانکس، کارا دیو گاردی       | اون منم!                 | ۰۳:۵۸ |
| On Top of You                    | جاناتا اوستین، میکل استورلیر اریکسن، اریک همانسن | روی تو                   | ۰۳:۳۹ |
| Tired of Being Sorry             | اسکات توماس                                      | خسته از تاسف خوردن       | ۰۴:۰۱ |
| Miss You                         | انریکه ایگلسیاس، رامی یعقوب، آرتور بیرگیسور      | دلتنگتم!                 | ۰۳:۲۱ |
| Wish I Was Your Lover            | انریکه ایگلسیاس، رامی یعقوب، آرتور بیرگیسور      | کاشکی معشوقه ام بودی     | ۰۳:۲۵ |
| Stay Here Tonight                | انریکه ایگلسیاس، جان شانکس، کارا دیو گاردی       | امشب اینجا باش!          | ۰۴:۱۳ |
| Sweet Isabel                     | برودی استوارت                                    | ایزابل شیرین             | ۰۳:۱۳ |
| Don't You Forget About Me        | انریکه ایگلسیاس، پل باری، مارک تیلور             | منو که فراموش نمی‌کنی؟    | ۰۳:۱۱ |

### سرخوشی ۲۰۱۰
| نام ترانه                                    | ترانه‌سرا                                                                  | ترجمه                | مدت   |
| -------------------------------------------- | ------------------------------------------------------------------------- | -------------------- | ----- |
| I Like It (همراه با: پیت بول)                | نادر خیاط، انریکه ایگلسیاس، لاینل ریچی، آرماندو پرز                       | خوشم میاد            | ۰۳:۵۲ |
| One Day at a Time(همراه با: ایکان)           | نادر خیاط، انریکه ایگلسیاس، فرانکی استورم، ایکان                          | یک روز در خانه       | ۰۴:۰۵ |
| Heartbeat (همراه با: نیکول شرزینگر)          | انریکه ایگلسیاس، مارک تیلور، جیمی اسکات                                   | ضربان قلب            | ۰۴:۱۷ |
| Dirty Dancer(همراه با: آشر)                  | نادر خیاط، انریکه ایگلسیاس، ایوان بوگارت، اریکا نوری                      | رقاص هرزه            | ۰۳:۳۴ |
| ?Why Not Me                                  | نادر خیاط، انریکه ایگلسیاس، اریکا نوری، ایوان بوگارت                      | چرا من نباشم؟        | ۰۳:۳۹ |
| No Me Digas Que No(همراه با: ویسین و یاندل)  | انریکه ایگلسیاس، دسمر بوئنو، خوآن لوییس مورنا، یاندل بگییا، ارنستو پادییا | بهم جواب رد نده      | ۰۴:۳۰ |
| Ayer                                         | انریکه ایگلسیاس، دسمر بوئنو                                               | دیروز                | ۰۳:۳۳ |
| Cuando Me Enamoro(همراه با: خوآن لوییس گئرا) | انریکه ایگلسیاس، دسمر بوئنو                                               | وقتی که من عاشق میشم | ۰۳:۲۰ |
| Dile Que                                     | انریکه ایگلسیاس، کوتی سورونکین                                            | بهش بگو              | ۰۳:۴۱ |
| Tú y Yo                                      | انریکه ایگلسیاس، آلخاندرو اسکاخادییو                                      | من و تو              | ۰۴:۰۱ |
| Heartbreaker                                 | انریکه ایگلسیاس، مارک تیلور، وین هکتور                                    | دل شکن               | ۰۴:۰۵ |
| Coming Home                                  | انریکه ایگلسیاس، مارک تیلور، جیمی اسکات                                   | بازگشت به خانه       | ۰۳:۵۹ |
| Everything's Gonna Be Alright                | لنی مدینا، انریکه ایگلسیاس، وین هکتور                                     | همه چی خوب پیش می ره | ۰۳:۴۷ |
| No Me Digas Que No                           | انریکه ایگلسیاس، دسمر بوئنو                                               | بهم جواب رد نده      | ۰۴:۰۸ |

### عشق و هوس ۲۰۱۴
| نام ترانه                                       | ترانه‌سرا                                                                                               | ترجمه                                 | مدت   |
| ----------------------------------------------- | --- | ------------------------------------- | ----- |
| I'm a Freak(همراه با: پیت بول)                  | انریکه ایگلسیاس، دکتر لوکاس گاتوالد، هنری والتر، رومن رامیررز، آرماندو پرز                             | بوالهوس                               | ۰۳:۳۹ |
| There Goes My Baby(همراه با: فلو رایدا)         | انریکه ایگلسیاس، مارتی جیمز، جاستین فرانکز، ریکارد گورانسن، ترامار دیلارد                              | عزیزم داره می ره                      | ۰۳:۱۸ |
| Bailando(همراه با: دسمر بوئنو و خنته د زونا)    | انریکه ایگلسیاس، دسمر بوئنو، الکساندر دلگادو، رندی مالکوم رامیرز                                       | رقص                                   | ۰۴:۰۳ |
| Beautiful(همراه با: کایلی مینوگ)                | انریکه ایگلسیاس، مارک تیلور، الکس اسمیت، سموئل پرستون                                                  | زیبا                                  | ۰۳:۲۵ |
| Heart Attack                                    | انریکه ایگلسیاس، نیلز هاوول ذار، مارتی جیمز، رومن رامیرز                                               | سکته قلبی                             | ۰۲:۴۹ |
| Let Me Be Your Lover(همراه با: پیت بول)         | انریکه ایگلسیاس، نیلز هاوول ذار، مارتی جیمز، رومن رامیرز، آرماندو پرز                                  | بذار عاشقت باشم                       | ۰۳:۵۸ |
| You and I                                       | انریکه ایگلسیاس، نیلز هاوول ذار، مارتی جیمز، رومن رامیرز                                               | منو تو                                | ۰۳:۰۵ |
| Still Your King(همراه با: نیلز هاوول ذار)       | انریکه ایگلسیاس، نیلز هاوول ذار، مارتی جیمز، رومن رامیرز                                               | من هنوز ارباب توأم                    | ۰۳:۳۷ |
| Only a Woman                                    | مارک تیلور، انریکه ایگلسیاس، پطروس، هیلاری لینزی، جیمز اسلیتر، نیلز هاوول ذار، مارتی جیمز، رومن رامیرز | فقط یک زن                             | ۰۴:۰۳ |
| Physical(همراه با: جنیفر لوپز)                  | انریکه ایگلسیاس، تیون مک، سندی وی                                                                      | فیزیکی                                | ۰۳:۴۸ |
| Turn the Night Up                               | انریکه ایگلسیاس، نیلز هاوول ذار، مارتی جیمز، رومن رامیرز                                               | امشبو می ترکونیم                      | ۰۳:۱۷ |
| I Like How It Feels(همراه با: پیت بول و د ویوز) | انریکه ایگلسیاس، نادر خیاط، آرماندو پرز، آدام باپتیسته، بوژورن جوستروم، بلال آشپز                      | می خوام ببینم چه حسی میده             | ۰۳:۳۸ |
| Finally Found You(همراه با: سامی آدامز)         | یوآن چیرسکو، فضیل الغول، انریکه ایگلسیاس، فابیان لنسن، یعقوب لوترل، سوفلی نینوس، سام ویزنر             | بالاخره پیدات کردم                    | ۰۳:۴۱ |
| Loco(همراه با: رومئو سانتوس)                    | انریکه ایگلسیاس، دسمر بوئنو                                                                            | مجنون                                 | ۰۳:۳۷ |
| El Perdedor(همراه با: مارکو آنتونیو سولیس)      | انریکه ایگلسیاس، دسمر بوئنو                                                                            | بازنده                                | ۰۳:۱۱ |
| Three Letters                                   | انریکه ایگلسیاس، کریس جکسون                                                                            | سه کلمه                               | ۰۳:۵۷ |
| Me Cuesta Tanto Olvidarte                       | انریکه ایگلسیاس، دسمر بوئنو، کلودیا برنت، کارلوس پائکار                                                | فراموش کردنت برام خیلی گرون تموم میشه | ۰۳:۳۴ |
| Noche y De Día(همراه با: ویسین و یاندل)         | انریکه ایگلسیاس، خوان مگان، خوآن لوییس مورنا، یاندل بگییا                                              | شب و روز                              | ۰۳:۴۲ |

### Final(vol.1)
| نام ترانه                        | ترانه‌سرا | ترجمه                | مدت   |
| -------------------------------- | --- | -------------------- | ----- |
| Chasing the Sun                  | انریکه ایگلسیاس، ناتان کانینگهام، مارتی جیمز، مارک سیبلی، جوردن میلر، کارلوس پائوکار                                     | خورشید را تعقیب کن   | ۰۲:۳۱ |
| Te Fuiste (همراه با: مایک تاورز) | انریکه ایگلسیاس، مایک تاورز                                                                                              | تو رفتی              | ۰۳:۰۲ |
| Pendejo                          | انریکه ایگلسیاس، ولادیمیر رامیرز، رافائل رودریگز، لوئیس آدولفو مدینا                                                     | احمق                 | ۰۲:۴۵ |
| Unwell                           | انریکه ایگلسیاس، ناتان کانینگهام، مارتی جیمز، مارک سیبلی، جوردن میلر                                                     | ناخوش                | ۰۳:۰۰ |
| All About You                    | انریکه ایگلسیاس، ناتان کانینگهام، مارتی جیمز، مارک سیبلی، جوردن میلر، کارلوس پائوکار                                     | همش به خاطر توئه     | ۰۳:۰۶ |
| Me Pasé(همراه با: فاروکو)        | انریکه ایگلسیاس، فاروکو، اِندن توماس، سیلوریو لوزادا، دسمر بوئنو، فرانکلین مارتینز                                        | رد دادم              | ۰۳:۰۱ |
| Súbeme la Radio                  | انریکه ایگلسیاس، دسمر بوئنو، کریس جدای، زیون و لنوکس، خوآن ریورا، لوئیس اورتیز                                           | رادیو را روشن کن     | ۰۳:۲۷ |
| Duele el Corazón                 | انریکه ایگلسیاس، پاتریک اینگونزا، سیلوریو لوزادا، ویسین، سرواندو پریمِرا، حسیب الرحمن، فرانسیسکو سالدانیا                 | درد قلب              | ۰۳:۱۹ |
| El Baño(همراه با: بد بانی)       | انریکه ایگلسیاس، بد بانی، فرانسیسکو سالدانیا، خاویر سِمپِر، ادگار سِمپِر، حسیب الرحمن، سرواندو پریمرا، لوئیان مالاوه         | وان حمام             | ۰۳:۳۴ |
| Move to Miami(همراه با: پیتبول)  | انریکه ایگلسیاس، پیتبول، خورخه گومِز، بلال حاجی، جیمی ثورنفلدت، جی آر روتِّم، ووکی، سرواندو پریمرا، خوسه گارسیا، نیتی گریتی | به میامی نقل مکان کن | ۰۲:۴۸ |
| El Perdón(همراه با: نیکی جم)     | انریکه ایگلسیاس، جیمز توماس، تیموتی توماس، ساگا وایت بلک، خوآن دیِگو مِدینا، نیکی جم                                       | بخشش                 | ۰۳:۲۷ |

## آلبومهای گردآوری‌شده

### 1998 Remixes
| نام ترانه                                   | ترانه‌سرا                           | ترجمه                         | مدت   |
| ------------------------------------------- | ---------------------------------- | ----------------------------- | ----- |
| Experiencia Religiosa (Radio version)       | چین گارسیا آلونسو                  | تجربهٔ روحانی (نسخهٔ رادیو)     | ۰۴:۱۰ |
| Sólo En Ti (Bilingual version)              | وینس کلارک، انریکه ایگلسیاس        | فقط تو                        | ۰۳:۳۴ |
| Lluvia Cae (Remix)                          | انریکه ایگلسیاس، رافائل پرز بوتیخا | بارش باران                    | ۰۴:۳۸ |
| Si Tú Te Vas" (Remix)                       | انریکه ایگلسیاس، روبرتو مورالس     | اگه بری                       | ۰۴:۲۸ |
| Only You (Sólo En Ti_English version)       | وینس کلارک، انریکه ایگلسیاس        | فقط تو (نسخهٔ انگلیسی)         | ۰۳:۳۴ |
| Experiencia Religiosa (Discothèque version) | چین گارسیا آلونسو                  | تجربهٔ روحانی (نسخهٔ دیسکو)     | ۰۵:۲۲ |
| Por Amarte (Remix)                          | انریکه ایگلسیاس، روبرتو مورالس     | برای دوست داشتن تو (رمیکس)    | ۰۳:۵۲ |
| Miente (Remix)                              | رافائل پرز بوتیخا                  | دروغ بگو (رمیکس)              | ۰۳:۴۱ |
| Sólo En Ti (Remix)                          | وینس کلارک، انریکه ایگلسیاس        | فقط تو (رمیکس)                | ۰۳:۳۴ |
| Muñeca Cruel (Latin Dance remix)            | رافائل پرز بوتیخا                  | عروسک بی رحم (نسخهٔ رقص لاتین) | ۰۴:۱۹ |

### ۹۵/۰۸ Éxitos
| نام ترانه                 | ترانه‌سرا                               | ترجمه                   | مدت   | از آلبوم             |
| ------------------------- | -------------------------------------- | ----------------------- | ----- | -------------------- |
| Experiencia Religiosa     | چین گارسیا آلونسو                      | تجربهٔ روحانی            | ۰۵:۲۸ | انریکه ایگلسیاس ۱۹۹۵ |
| Si Tú Te Vas              | انریکه ایگلسیاس، روبرتو مورالس         | اگه ترکم کنی            | ۰۴:۰۰ | انریکه ایگلسیاس ۱۹۹۵ |
| Por Amarte                | انریکه ایگلسیاس، روبرتو مورالس         | برای دوست داشتن تو      | ۰۴:۰۵ | انریکه ایگلسیاس ۱۹۹۵ |
| Enamorado Por Primera Vez | انریکه ایگلسیاس                        | عشق اول                 | ۰۴:۲۸ | زندگی ۱۹۹۷           |
| Sólo En Ti                | وینس کلارک، انریکه ایگلسیاس            | فقط تو                  | ۰۳:۳۱ | زندگی ۱۹۹۷           |
| Nunca Te Olvidaré         | انریکه ایگلسیاس                        | هیچ وقت فراموشت نمی‌کنم! | ۰۴:۲۳ | چیزهایی از عشق ۱۹۹۸  |
| Bailamos                  | پل باری، مارک تیلور                    | بیا برقصیم!             | ۰۳:۳۸ | انریکه ۱۹۹۹          |
| Ritmo Total               | پل باری، مارک تیلور، رافائل پرز بوتیخا | ریتم همگانی             | ۰۳:۲۹ | انریکه ۱۹۹۹          |
| Héroe                     | انریکه ایگلسیاس، پل باری، مارک تیلور   | قهرمان                  | ۰۴:۲۳ | فرار ۲۰۰۱            |
| Mentiroso                 | چین گارسیا آلونسو، انریکه ایگلسیاس     | دروغ گو                 | ۰۳:۵۵ | Quizas 2002          |
| Quizás                    | لستر مندز، انریکه ایگلسیاس             | شاید                    | ۰۴:۱۱ | Quizas 2002          |
| Dímelo                    | شان گارت، برایان کید، انریکه ایگلسیاس  | بهم بگو                 | ۰۳:۳۸ | بی خوابی ۲۰۰۷        |
| ¿Dónde Están Corazón?     | کوتی سورونکین                          | کجایی عشق من؟           | ۰۴:۱۸ | ۹۵/۰۸ Éxitos         |
| Lloro Por Ti              | انریکه ایگلسیاس، دسمر بوئنو            | برایت گریه می‌کنم        | ۰۴:۰۱ | ۹۵/۰۸ Éxitos         |

## تک آهنگ ها
| نام ترانه                                                             | ترانه‌سرا | ترجمه                                 | مدت   | سال انتشار | توضیحات |
| --------------------------------------------------------------------- | --- | ------------------------------------- | ----- | ---------- | --- |
| Warmest Wishes                                                        | نامشخص | گرمترین آرزوها                        | 03:02 | 1995       | به مناسبت زادروز عیسی مسیح و عید کریسمس خوانده شد. |
| The Power of Peace                                                    | نامشخص | قدرت صلح                              | 04:50 | 1996       | 1. به همراه خوانندگان بزرگی مثل سلن دیون، کریس د برگ، اولتا آدامز، پیبو برایزون و ...2. اولین آهنگ انگلیسی انریکه، این قطعه می باشد. |
| To Love a Woman(همراه با: لایونل ریچی)                                | پل باری، انریکه ایگلسیاس، لایونل ریچی                                                                             | دوست داشتن یک زن                      | 03:55 | 2003       | |
| Gracias A Ti(ویسین و یاندل همراه با: انریکه ایگلسیاس)                 | خوآن لوئیس مورنا، یاندل باگییا، "ال پروفسور" گومز                                                                 | ممنون ازت                             | 04:12 | 2009       | |
| We Are the World 25 for Haiti                                         | مایکل جکسون، لایونل ریچی                                                                                          | ما جهان هستیم ۲۵ {سال بعد} برای هایتی | 03:25 | 2010       | لیست خوانندگان: رهبران: کوئینسی جونز، لایونل ریچی، مروین وارن گروه سولو: جاستین بیبر، نیکول شرزینگر، جنیفر هادسون، جنیفر نتلز، جاش گروبن، تونی بنت، مری جی. بلایژ، تونی برکستون، مایکل جکسون، جانت جکسون، باربارا استرایسند، مایلی سایرس، انریکه ایگلسیاس، جیمی فاکس، وایکلف جین،آدام لوین، پینک، آشر، سلن دیون، فرگی، آیزاک اسلید، بِبه واینانز، نیک جوناس، لیل وین، ایکان، تی آی، تی پین، اسنوپ داگ، نیپسی هاسل، ویل.آی.ام، باستا رایمز، سویز بیتز، ایاز، مان، ال ال کول جیکانیه وست، کارلوس سانتانا، اوریانتی |
| Naked(همراه با: دِو)                                                   | دِو، دکاتاراکس، انریکه ایگلسیاس                                                                                    | برهنه                                 | 03:56 | 2011       | |
| Don't You Need Somebody                                               | اوروییه بورّل، انریکه ایگلسیاس، آندره فنّل، نادر خیاط، شان داگلاس، روسینا راسل، جیک اریکسن، مارتین جیمز، مهدی بوآمر | به کسی نیاز نداری؟                    | 03:27 | 2016       | |
| Nos Fuimos Lejos (دِسِمِر بوئنو همراه با انریکه ایگلسیاس)                | دسمر بوئنو، انریکه ایگلسیاس، اِل میچا، خورخه لوئیس پیلوتا                                                          | بزن بریم                              | 03:29 | 2018       | |
| I Don't Dance(Without You)                                            | انریکه ایگلسیاس، ماتوما، سایمون ویلکاکس، گارفیلد پالمر                                                            | بدون تو نمی رقصم                      | 02:57 | 2018       | |
| Después Que Te Perdí(خون زی همراه با: انریکه ایگلسیاس)                | انریکه ایگلسیاس، خون زی، دوران دکوچ، مارتین ویسنته، روبرتو آرتورو تخادا، جانی سانچز اولیویرا                      | پس از از دست دادنت                    | 04:07 | 2019       | |
| Lalala(Remix)(Y2k & bbno$ همراه با: انریکه ایگلسیاس و کارلی ری جپسن ) | آری استارِیس، الکساندر گاموچیان                                                                                    | له له له                              | 02:40 | 2019       | |
| Futból y Rumba                                                        | فرابیان الی، دنیل اُویِدو، امانوئل گازمی، انریکه ایگلسیاس                                                           | فوتبال و رقص                          | 03:41 | 2020       | |